# الكسندر روجرز (سياسي)
الكسندر روجرز هو سياسي كندي، ولد في 12 فبراير 1842 في كندا، وتوفي في 2 يوليو 1933. حزبياً، نشط في الحزب الليبرالي الكندي. وقد انتخب عضو الجمعية التشريعية لنيو برونزويك ‏ وانتخب عضو مجلس العموم الكندي.